# Đào văn
Đào văn (tiếng Trung: 陶文 hoặc 陶纹, bính âm: táo wén) hay còn gọi là đào phù (陶符) là một loại chữ Hán Trung Quốc cổ, được khắc trên gốm (đào có nghĩa là gốm, văn trong văn tự hoặc hoa văn). Một số học giả đã chỉ ra được đào văn có thể ra đời sớm hơn giáp cốt văn, do đó có thể xem đào văn là văn tự sớm nhất của Trung Quốc.
Một số lượng nhỏ gốm có khắc văn tự đã được phát hiện nhưng vẫn chưa thể giải mã do bị phân làm nhiều mảnh và vài lý do khác.